# Карданов, Замихшери Касимович
Замихшери Касимович Карданов (3 марта 1921 — 1982) — советский партийный и государственный деятель, председатель Карачаево-Черкесского облисполкома в 1952—1964 годах.

## Биография
Родился в 1921 году.
C 1948 года — заместитель заведующего Отделом пропаганды и агитации Областного комитета ВКП(б) Черкесской автономной области.
В 1952—1964 годах — председатель Исполнительного комитета Областного Совета Черкесской — Карачаево-Черкесской автономной области.
Был членом КПСС, участвовал в XXII съезде КПСС.
Избирался в Верховный Совет РСФСР (1963).